# Însemnele gradelor militare ale forțelor armate austro-ungare
Acest articol tratează despre însemnele gradelor militare ale forțelor armate austro-ungare (1867-1918).

## Forțele terestre
Însemnele gradelor militare ale Forțelor terestre austro-ungare erau afișate fără excepție pe partea anterioară a gulerului.

## Marina imperială și regală

### Mannschaften und Unteroffiziere

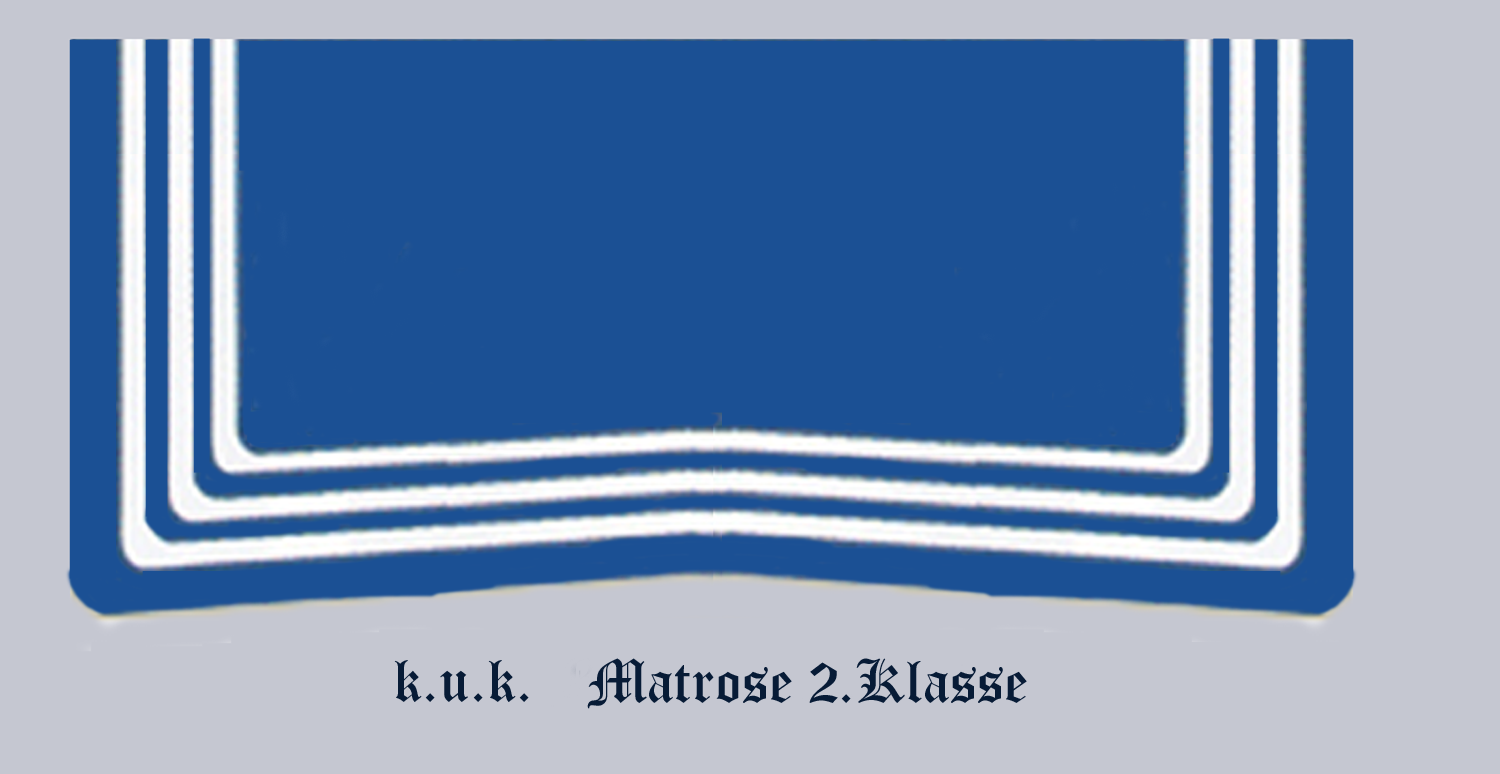
Matrose 2.Klasse - Geschützvormeister 2.Klasse - Küchenmatrose - Heizer 2.Klasse - Waffenmatrose 2.Klasse - Proviantmatrose - Steuermatrose - Minenvormann 2.Klasse - Fliegermatrose - Elektromatrose - Torpedovormann 2.Klasse - Musikmatrose 2.Klasse - Telegraphenmatrose 2.Klasse - Sanitätsmatrose 2.Klasse - Militärarbeiter 2.Klasse
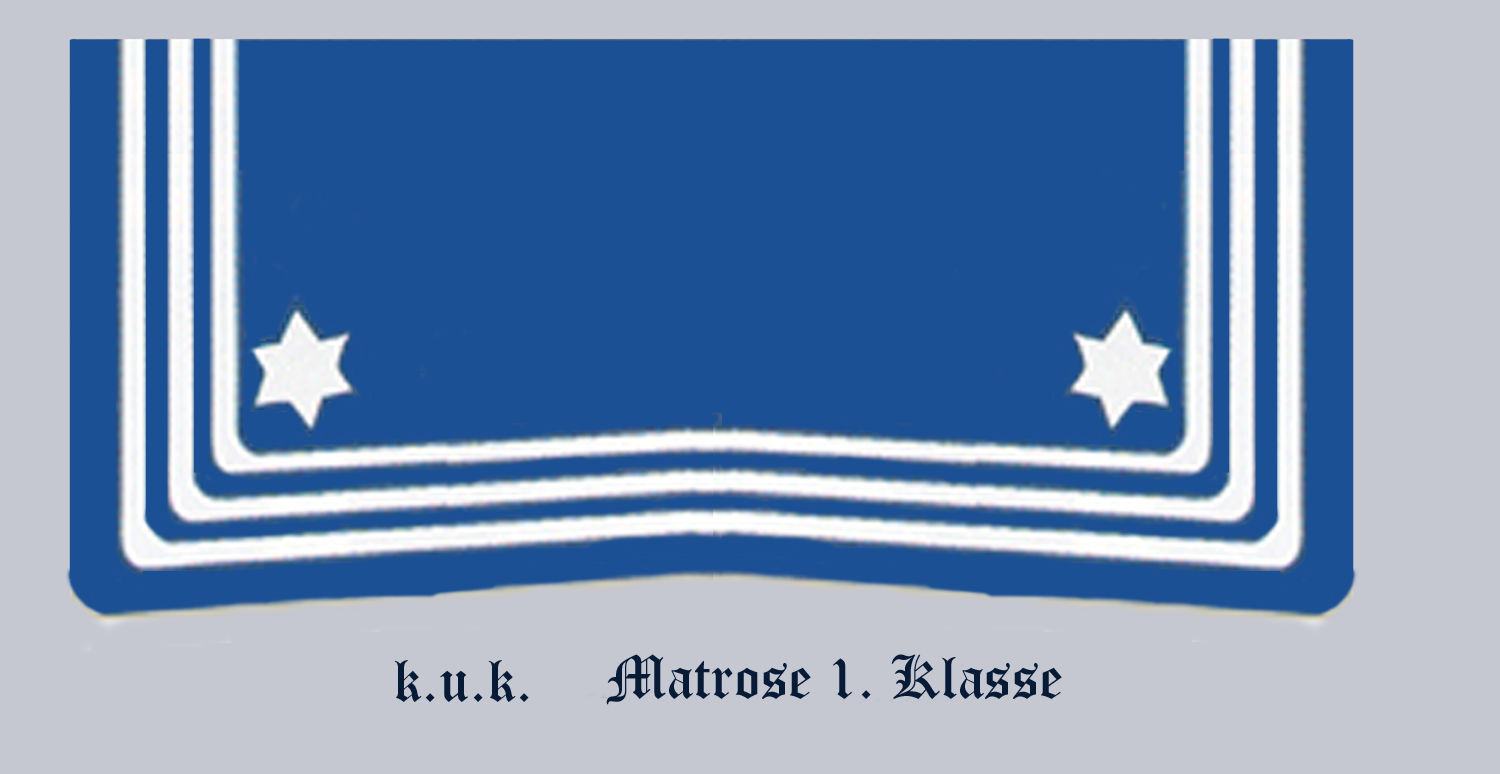
Am linken Ärmel befindet sich das Spezialitätenzeichen. -- Matrose 1.Klasse - Geschützmatrose 1.Klasse - Küchenmatrose - Heizer 1.Klasse - Waffenmatrose 1.Klasse - Proviantmatrose - Steuermatrose - Minenvormann 1.Klasse - Fliegermatrose - Elektromatrose - Torpedovormann 1.Klasse - Musikmatrose 1.Klasse - Telegraphenmatrose 1.Klasse - Sanitätsmatrose 1.Klasse - Militärarbeiter 1.Klasse
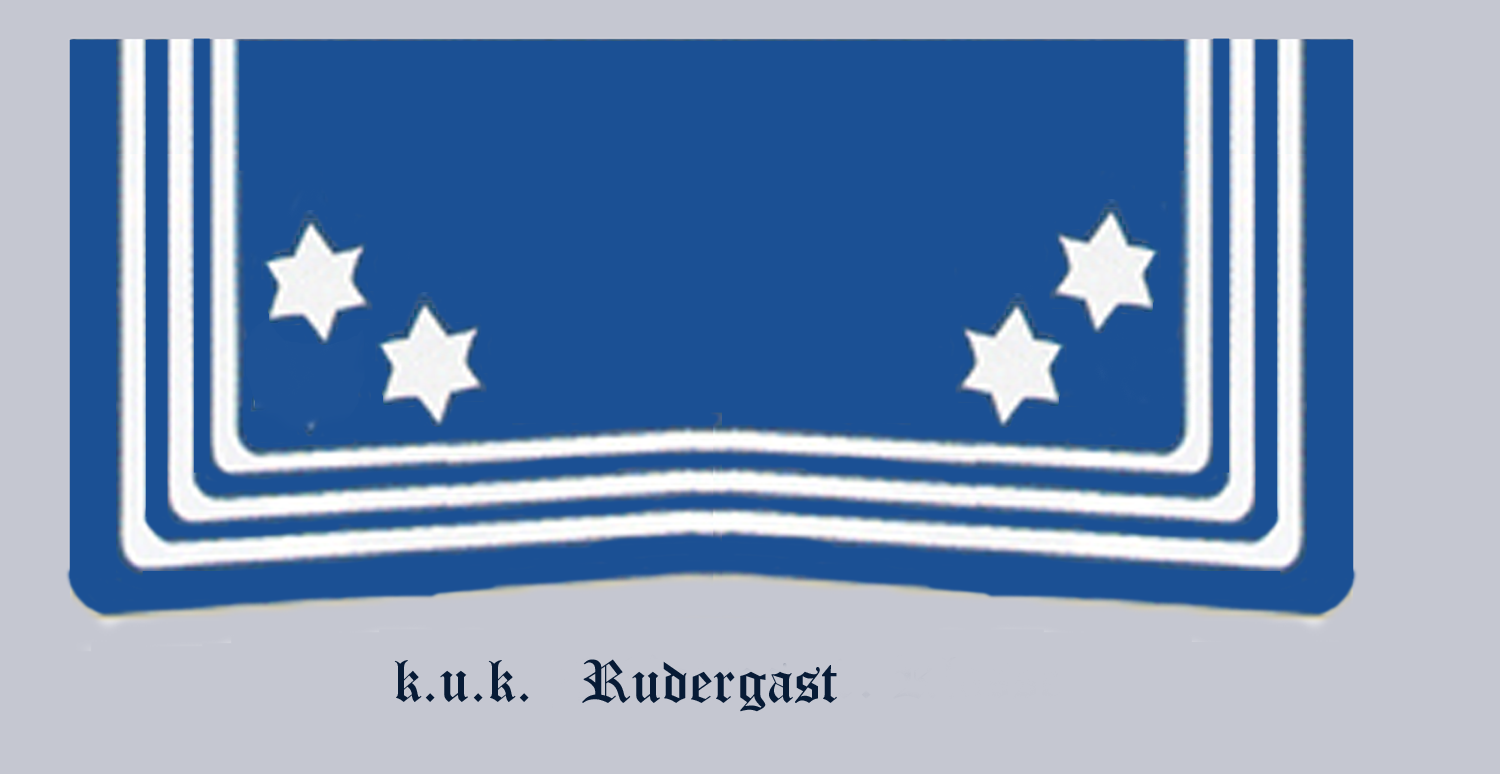
Rudergast - Marsgast - Quartiermeister - Oberheizer - Heizerquartiermeister - Steuerquartiermeister - Elektrogast - Elektroquartiermeister - Telegraphengast - Telegraphenquartiermeister - Sanitätsgast - Sanitätsquartiermeister - Vorarbeiter 3.Klasse - Vorarbeiter 2.Klasse - Waffengast - Waffenquartiermeister - Geschützgast - Geschützquartiermeister - Torpedogast - Torpedoquartiermeister - Minengast - Minenquartiermeister - Musikgast - Musikquartiermeister - Fliegergast - Fliegerquartiermeister - Proviantgast - Proviantquartiermeister - Küchengast - Küchenquartiermeister
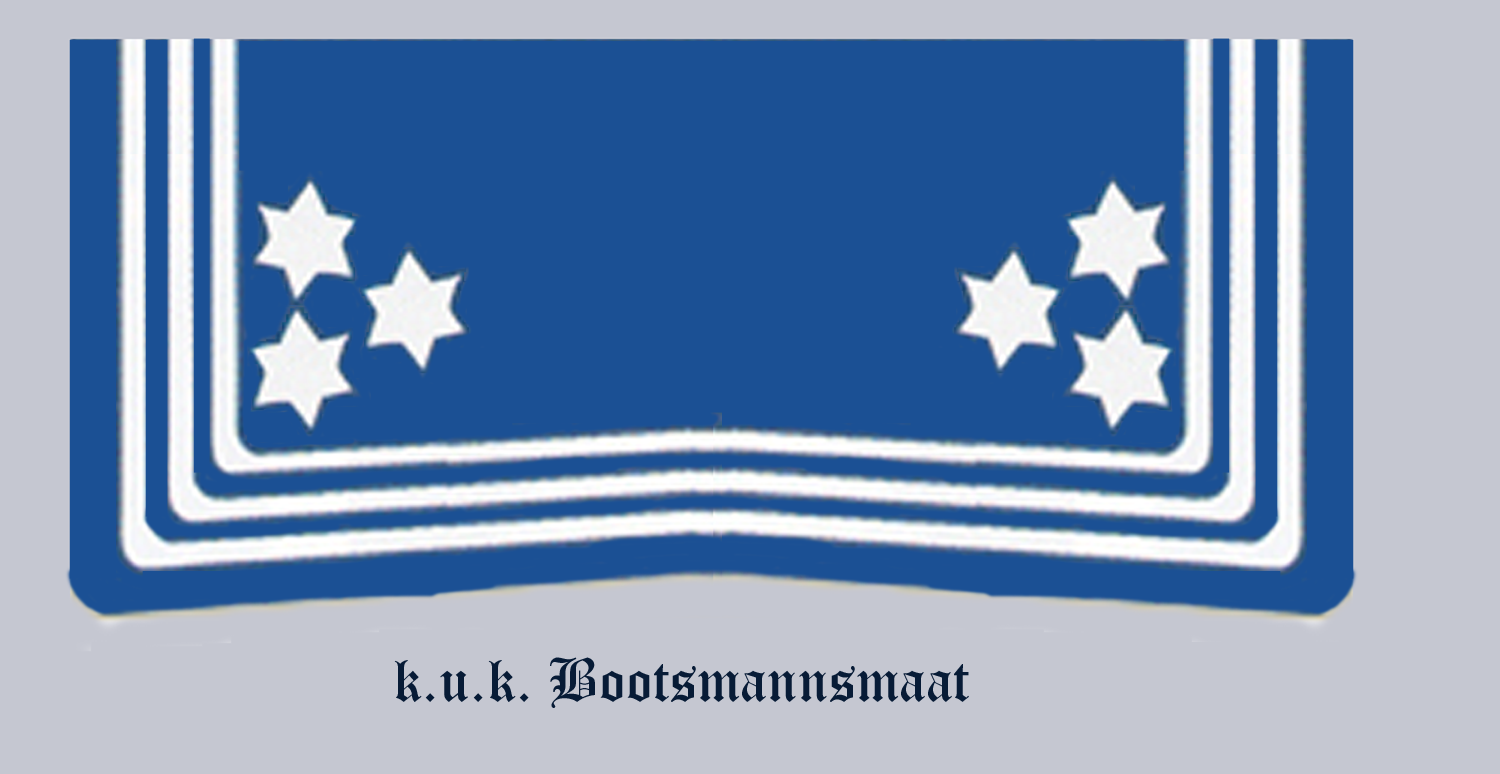
Bootsmannsmaat - Geschützmaat - Küchenmaat - Maschinenmaat - Waffenmaat - Proviantmaat - Steuermannsmaat - Minenmaat - Fliegermaat - Elektromaat - Torpedomaat - Musikmaat - Telegraphenmaat - Sanitätsmaat - Vorarbeiter 1.Klasse
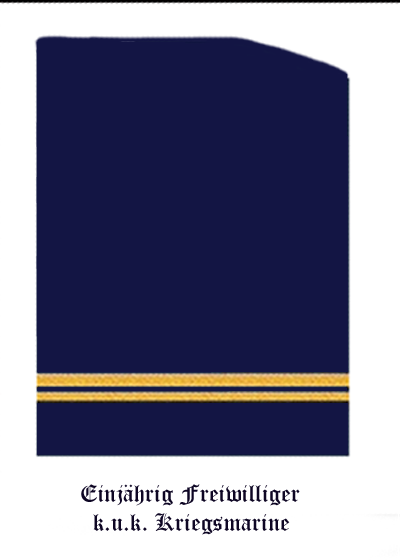
Einjährig-Freiwilliger
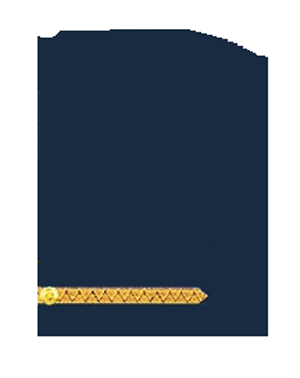
Unterbootsmann - Untergeschützmeister - Unterküchenmeister - Untermaschinenwärter - Unterwaffenmeister - Unterproviantmeister - Untersteuermann - Unterminenmeister - Fliegeruntermeister - Elektrounterwärter - Untertorpedomeister - Untermusikmeister - Untertelegraphenmeister - Untersanitätsmeister - Unterwerkmeister
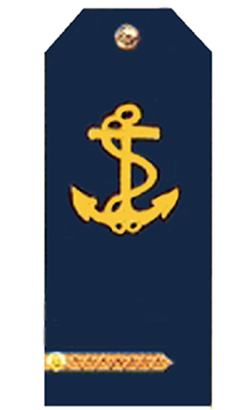
Unterbootsmann - Schulterstücke zur weißen Sommeruniform
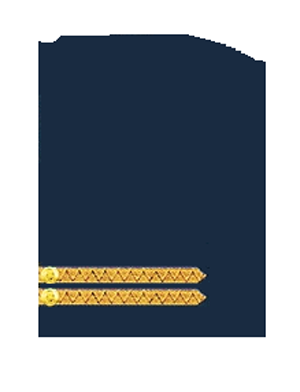
Stabsbootsmann - Stabsgeschützmeister - Küchenmeister - Stabsmaschinenwärter - Stabswaffenmeister - Proviantmeister - Stabssteuermann - Stabsminenmeister - Fliegermeister - Stabselektrowärter - Stabstorpedomeister - Musikmeister - Stabstelegraphenmeister - Sanitätsmeister - Werkmeister
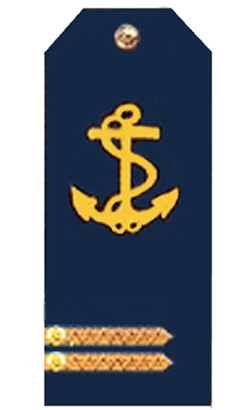
Stabsbootsmann - Schulterstücke zur weißen Sommeruniform
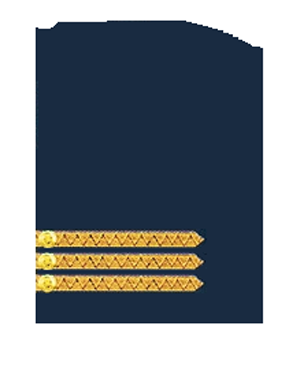
Oberstabsbootsmann - Oberstabsgeschützmeister - Oberküchenmeister - Oberstabsmaschinenwärter - Oberstabswaffenmeister - Oberproviantmeister - Oberstabssteuermann - Oberstabsminenmeister - Oberstabsfliegermeister - Oberstabselektrowärter - Oberstabstorpedomeister - Obermusikmeister - Oberstabstelegraphenmeister - Obersanitätsmeister - Oberstabswerkmeister
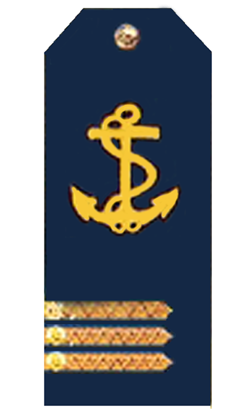
Oberstabsbootsmann - Schulterstücke zur weißen Sommeruniform
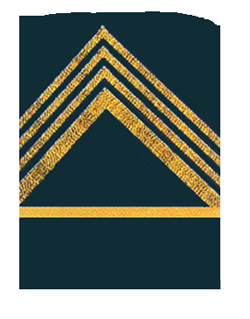
Längerdienende Unteroffiziere